# Roll Bounce
Roll Bounce es una película de 2005 escrita por Norman Vance Jr. y dirigida por Malcolm D. Lee. La película es protagonizada por el rapero Bow Wow. La película también es protagonizada por Nick Cannon, Meagan Good, Brandon T. Jackson, Wesley Jonathan, Chi McBride, Kellita Smith, y Jurnee Smollett.

## Elenco
Principal
- Bow Wow como Xavier 'X' Smith.
- Brandon T. Jackson como Junior.
- Chi McBride como Curtis Smith.
- Meagan Good como Naomi Phillips.
- Wesley Jonathan como Sweetness.

De reparto
- Jurnee Smollett como Tori.
- Marcus T. Paulk como Boo.
- Rick Gonzalez como Naps.
- Khleo Thomas como Mixed Mike.
- Kellita Smith como Vivian.
- Paul Wesley como Troy.

Menores
- Nick Cannon como Bernard.
- Wayne Brady como DJ Johnny.
- Mike Epps como Byron.
- Charlie Murphy como Victor.
- Darryl McDaniels como D.J. Smooth Dee
- Busisiwe Irvin como Sonya.